# Cassetta Farnese
La Cassetta Farnese (nota anche come Cofanetto Farnese) è un prezioso scrigno d'argento dorato, realizzato, tra il 1548 e il 1561, dall'orafo fiorentino Manno Sbarri, allievo di Benvenuto Cellini.
Dopo la celeberrima Saliera dello stesso Cellini, è considerata uno dei maggiori capolavori dell'oreficeria cinquecentesca, opera pienamente evocativa del gusto e dell'altissimo livello tecnico che il manierismo italiano riservò alle arti applicate.

## Storia

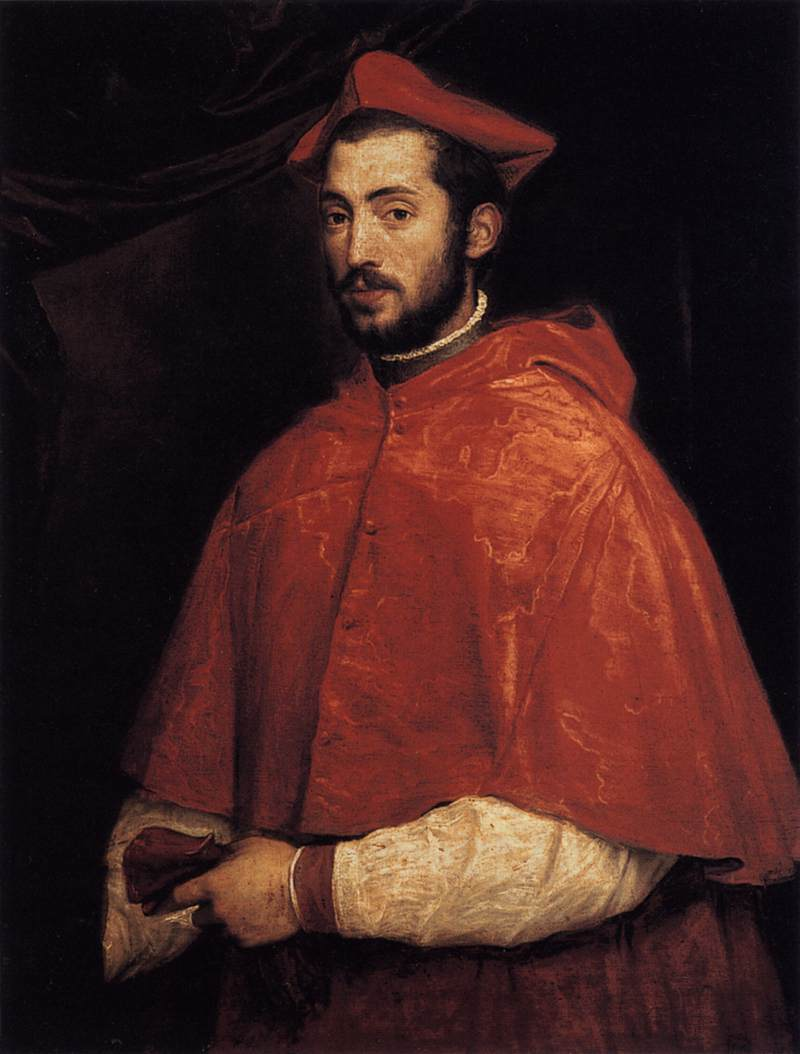
Il committente della cassetta, cardinale Alessandro Farnese

Come attesta anche Giorgio Vasari nelle sue Vite, la Cassetta fu commissionata dal Gran Cardinale Alessandro Farnese.
Oltre allo Sbarri, furono coinvolti nella realizzazione dell'opera anche altri artisti, tra i quali sicuramente Giovanni Bernardi, che intagliò i sei ovali in cristallo di rocca incastonati nello scrigno, e Perin del Vaga, che fornì alcuni dei disegni preparatori utilizzati dal Bernardi per l'intaglio.
Resta invece ignoto l'ideatore del progetto complessivo del manufatto (che si tende ad escludere possa essere stato lo stesso Sbarri).
A questo proposito è stata avanzata l'ipotesi che a progettare l'opera sia stato Francesco Salviati. Benché non esista nessuna prova documentale in tal senso, alcuni indizi sembrano militare a favore di questa attribuzione. Innanzitutto, il Salviati, come si legge nella Vita dedicatagli dal Vasari, era amico dello Sbarri e in quel periodo era anch'egli al servizio dei Farnese. Risultano, poi, altre collaborazioni certe tra i due artisti. Infine, è documentata la realizzazione da parte del pittore fiorentino di disegni per la produzione di opere analoghe alla Cassetta Farnese, nei quali è stata colta una certa assonanza stilistica con l'opera commissionata dal cardinale Alessandro.
Come è stato rilevato, tuttavia, un ostacolo non secondario per l'attribuzione al Salviati del progetto è costituito dal fatto che il Vasari (nella Vita di Giovanni Bernardi), mentre dà una dettagliata descrizione della Cassetta - mostrandosi a conoscenza dell'opera e delle circostanze della sua esecuzione –, non menziona mai il pittore, al quale, peraltro, era legato da personale amicizia.
Ipotesi alternativa al Salviati, quale ideatore della Cassetta, è quella di Guglielmo Della Porta, scultore e architetto, anch'egli gravitante nella cerchia farnesiana.

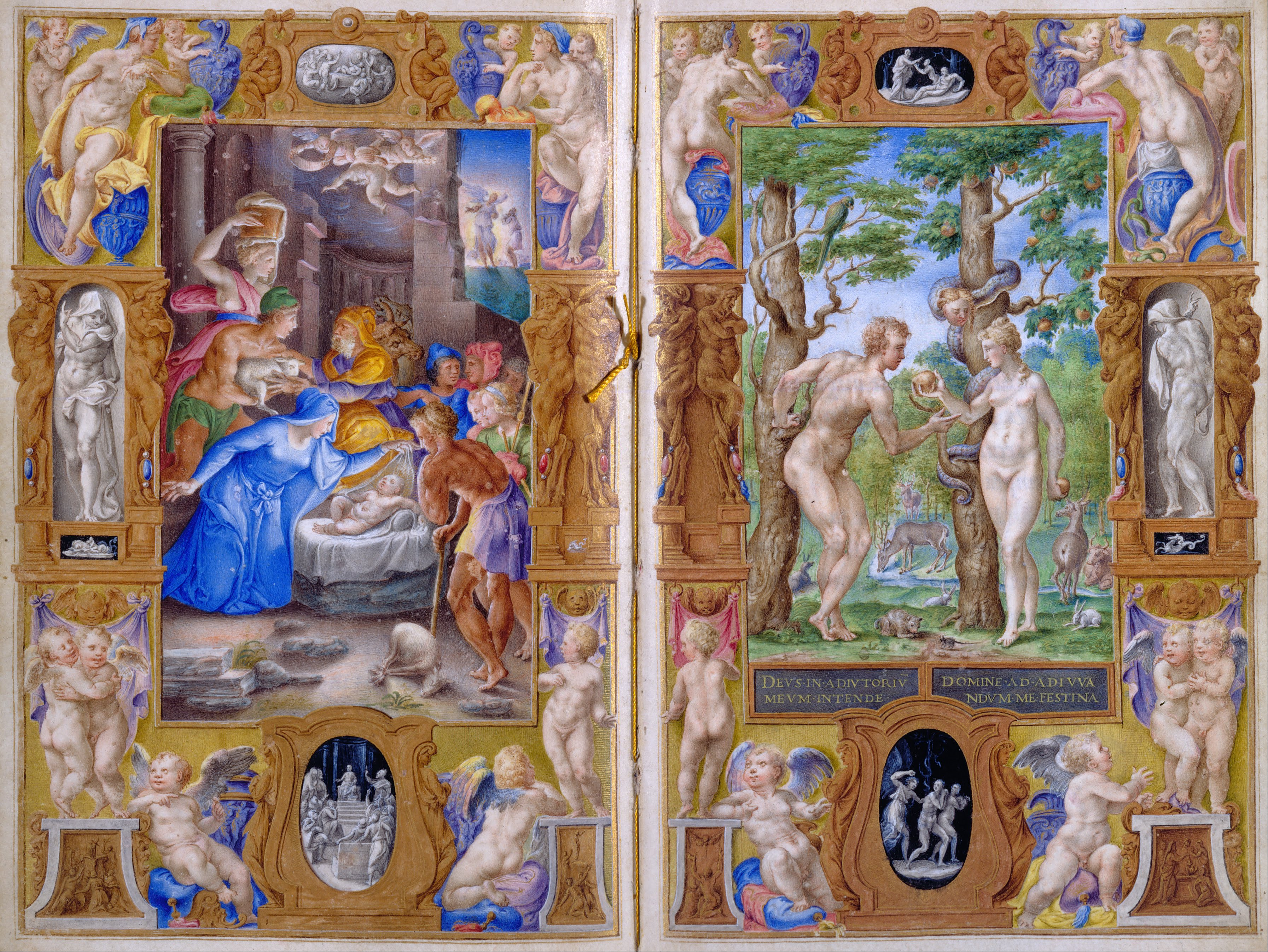
Giulio Clovio, Libro d'Ore Farnese, 1546, Morgan Library & Museum, New York. Tra le ipotesi formulate sulla funzione della Cassetta Farnese vi è anche quella che essa contenesse questo splendido libro miniato.

Altro aspetto non ancora chiarito concerne la funzione cui era adibito il prezioso oggetto. Scartata è l'ipotesi che esso fosse un portagioie in quanto al suo interno non vi è (e non poteva esservi) la consueta fodera di velluto posta a protezione dei gioielli. Sul fondo della Cassetta infatti, vi è un rilievo a sbalzo incompatibile con una fodera. Questo rilievo raffigura un episodio delle gesta di Alessandro Magno (con ovvia allusione al nome del committente). Si tratta di quello narrato da Plutarco, in cui il condottiero macedone si impossessa di uno splendido scrigno appartenuto allo sconfitto re Dario, che poi utilizzerà come custodia delle opere di Omero.
Il tema di questo rilievo suscita la suggestione che la Cassetta possa essere stata concepita come degno contenitore del celebre incunabolo, detto Omero Fiorentino, curato da Demetrio Calcondila ed appartenuto a Piero il Fatuo. L'incunabolo, infatti, entrò nel patrimonio dei Farnese, probabilmente donato da Piero de' Medici ad Alessandro Farnese, nonno del Gran Cardinale Alessandro e futuro papa Paolo III. L'ipotesi, pur affascinante, sembra poco compatibile, però, con il fatto che le dimensioni dell'incunabolo ne renderebbero piuttosto difficoltoso l‘inserimento nella Cassetta di Capodimonte.
Altra teoria formulata sulla funzione del cofanetto farnesiano, simile alla prima, è che esso potesse essere la custodia di un altro celebre e prezioso testo di proprietà della casata, cioè il Libro d'Ore Farnese, mirabilmente miniato da Giulio Clovio. Anche questa seconda ipotesi, però, non è suffragata da prove.
Non è escluso, infine, che la Cassetta non avesse alcuna funzione precisa e che sia stata realizzata solo come sontuoso oggetto ornamentale.

## Descrizione e stile

Michelangelo Buonarroti, Tomba di Lorenzo de' Medici, 1524-34, Sagrestia Nuova, Firenze

Pur nelle sue ridotte dimensioni, lo scrigno di Capodimonte ha un apparato decorativo molto ricco e complesso.
La scatola vera e propria è sormontata da un coperchio che simula un timpano ricurvo e spezzato, al centro del quale si eleva una statuetta di Ercole in riposo che ha in mano uno dei pomi delle Esperidi. Sul tetto del coperchio vi sono due rilievi a sbalzo con storie dell'eroe: Ercole fanciullo strozza i serpenti ed Ercole morente sul rogo.
Altre quattro statuette, anch'esse in posizione assisa, sono collocate agli angoli della scatola: si tratta di Marte, Minerva, Diana e Bacco. Le quattro divinità siedono su uno scranno che a sua volta poggia su delle sfingi che sostengono (con altri dieci piedi zoomorfi) l'intero congegno.
Si scorge in queste statuette una chiara derivazione sia dalle michelangiolesche tombe dei duchi medicei della Sagrestia Nuova, sia dalla lunetta della Volta sistina con Eleazar e Mattan: la statuetta di Bacco della Cassetta è con evidenza una citazione letterale della figura a destra di questa lunetta di Michelangelo.
Sui lati della scatola sono incastonati sei ovali in cristallo di rocca (due sui lati lunghi e uno su quelli corti), finemente intagliati da Giovanni Bernardi. I sei ovali contengono le seguenti scene: Centauromachia,  Amazzonomachia,  Caccia al cinghiale calidonio, Trionfo di Bacco, Naumachia e Corsa di quadrighe.

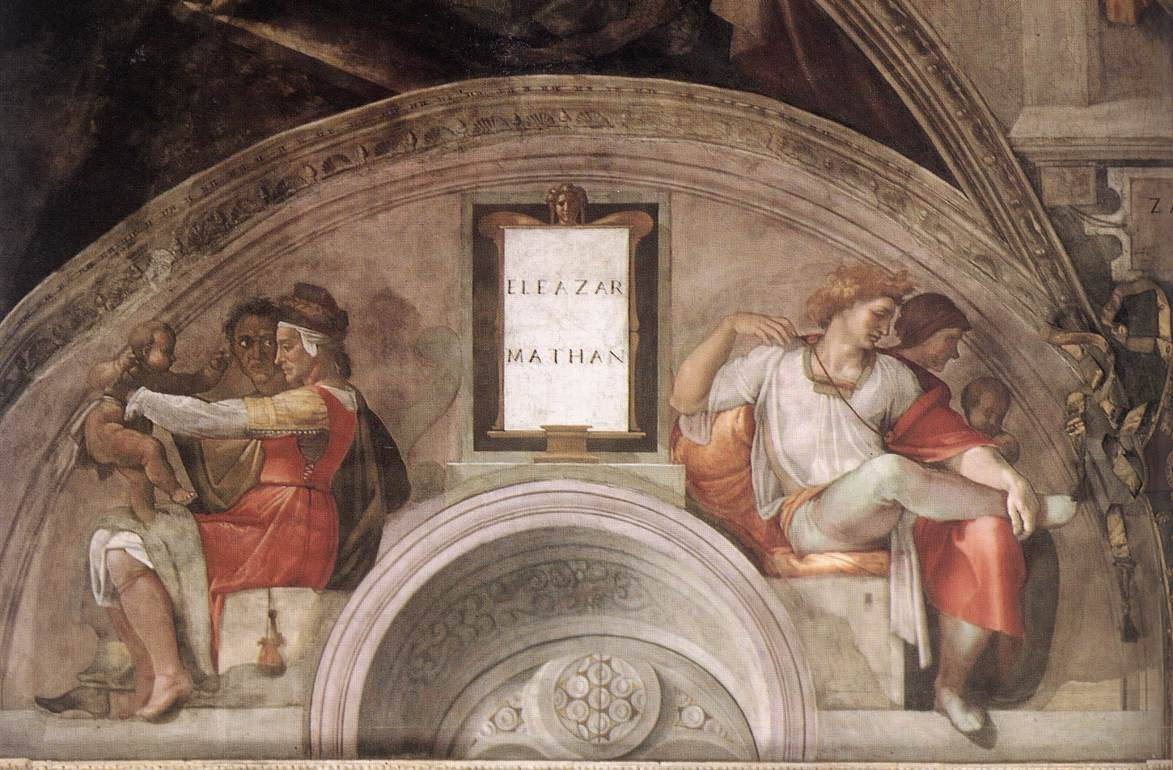
Michelangelo Buonarroti, Eleazar e Mattan, 1511-12, Cappella Sistina, Città del Vaticano

In verità, come si evince da una lettera del Bernardi indirizzata al cardinal Farnese (datata 1544), il progetto originario prevedeva solo quattro cristalli. Inoltre, tra le quattro scene inizialmente previste ve ne era una che venne poi espunta dal progetto definitivo. Essa raffigurava la Battaglia di Tunisi ed è ora conservata al Metropolitan Museum  di New York.
Si ipotizza che questo ulteriore cristallo sia stato poi utilizzato per un'altra cassetta, appartenuta a Pier Luigi Farnese (opera perduta), su cui venne montato con altri tre ovali, eseguiti da Giovanni Bernardi sulla base dei celeberrimi disegni di Michelangelo Buonarroti, realizzati dal maestro per il suo amico Tommaso de' Cavalieri.
Tre degli ovali montati sulla Cassetta Farnese derivano da due disegni di Perin del Vaga, entrambi conservati al Louvre: si tratta del Trionfo di Bacco, della Centauromachia e dell’Amazzonomachia, gli ultimi due derivati dal disegno di Perino con la battaglia delle Amazzoni, che il Bernardi utilizzò anche per la scena della battaglia tra Centauri e Lapiti. Non è stata invece individuata la fonte dei restanti cristalli del Bernardi.
Gli ovali sono inseriti in una ricca cornice sopra la quale è collocata un'iscrizione collegata al motivo dell'intaglio. Inquadrano i singoli cristalli delle erme che reggono un cornicione. Sull'erma centrale dei lati lunghi è poggiato uno scudo decorato a smalto su cui compaiono i gigli farnesiani. Placche in prezioso lapislazzuli riempiono il fondo dei lati della cassetta.
All'interno del cofanetto, sotto il coperchio, vi è un rilievo a sbalzo raffigurante il Ratto di Proserpina e, sul fondo, il già menzionato episodio su Alessandro Magno. Chiude la decorazione del manufatto il fondo esterno, dove compaiono motivi decorativi con simboli farnesiani.